# Emir Alečković
Emir Alečković (Sarajevo, 14 agosto 1979) è un ex arbitro di calcio e osservatore arbitrale bosniaco.

## Carriera
Originario della Bosnia ed Erzegovina, arriva ad arbitrare in Premijer Liga, massima serie bosniaca nel 2008, a 29 anni, esordendo il 10 agosto in Sloboda Tuzla-Posušje, seconda di campionato, vinta dai padroni di casa per 3-0.
Nel 2010 diventa internazionale e il 1º luglio arbitra la sua prima gara nelle coppe europee, l'andata del 1º turno di qualificazione di Europa League in Lussemburgo tra i padroni di casa del Grevenmacher e gli irlandesi del Dundalk, gara terminata 3-3.
Il 10 agosto 2011 dirige la prima tra nazionali, la gara di Belfast tra Irlanda del Nord e Fær Øer, valida per le qualificazioni all'Europeo 2012 in Polonia ed Ucraina, vinta dai nordirlandesi per 4-0.
A maggio 2012 viene designato per l'Europeo Under-17 in Slovenia.
Il 25 ottobre dello stesso anno arbitra per la prima volta una gara della fase a gironi di una coppa europea, l'1-1 tra gli olandesi del PSV e gli svedesi dell'AIK, sfida del girone F di Europa League.
Nell'estate 2013 viene scelto per l'Europeo Under-19 in Lituania, ma ritorna a casa dopo aver arbitrato una sola partita, per un procedimento disciplinare della Federazione bosniaca che porta alla sua sospensione, dopo la quale smette di arbitrare.